# Forum Pistorium
Il Forum Pistorium (foro pistorio o dei panettieri) era un forum venalium dell'Antica Roma ubicato nella tredicesima regione augustea, presumibilmente sul lato meridionale dell'Aventino.
Non si conosce la sua esatta ubicazione ed è citato solamente nei Cataloghi regionari del IV secolo d.C..